# Grudka

Porównanie grudki i blaszki

Grudka (łac. papula) – w dermatologii wykwit wyniesiony ponad powierzchnię skóry, o różnych wymiarach, dość wyraźnym odgraniczeniu i innej niż otaczająca tkanka spoistości. Ustępuje bez pozostawienia śladu. 
Grudki mogą być:
- naskórkowe, np. brodawki zwykłe
- skórno-naskórkowe, np. w liszaju płaskim, łuszczycy
- skórne
  - naciekowa, np. w kile
  - obrzękowa, np. w rumieniu wielopostaciowym.

Stan chorobowy skóry, w którym obecne są liczne grudki, określa się jako grudkowatość (papulosis), w tym na przykład bowenoidalną, limfomatoidalną.